# Kalanchoe bentii
Kalanchoe bentii ist eine Pflanzenart der Gattung Kalanchoe in der Familie der Dickblattgewächse (Crassulaceae).

## Beschreibung

### Vegetative Merkmale
Kalanchoe bentii ist ein ausdauernder Halbstrauch, der Wuchshöhen von 100 bis 150 Zentimeter erreicht. Die einfachen, aufrechten, stielrunden, kahlen, glatten Triebe sind mattolivgrün bis grün. Sie sind dick und weisen an ihrer Basis einen Durchmesser von 2 bis 4 Zentimeter auf. Die sitzenden, dicklich fleischigen, ausgebreiteten und zurückgebogenen Laubblätter sind kahl. Ihre dolchförmige, etwas zylindrische, glauke olivgrüne Blattspreite ist 7 bis 40 Zentimeter lang und 0,5 bis 2,5 Zentimeter breit. Ihre Spitze ist zugespitzt, die Basis stängelumfassend. Der Blattrand ist ganzrandig.

### Generative Merkmale
Der Blütenstand besteht aus ebensträußigen, vielblütigen Rispen und ist bis zu 20 Zentimeter lang. Die aufrechten, kahlen oder drüsig-papillösen Blüten stehen an 5 bis 18 Millimeter langen Blütenstielen. Ihre Kelchröhre ist 0,7 bis 1 Millimeter lang. Die lanzettlichen bis eiförmig-lanzettlichen, zugespitzten Kelchzipfel sind 5 bis 17 Millimeter lang und 1,5 bis 3,5 Millimeter breit. Die Blütenkrone ist reinweiß bis weißlich und rosafarben getönt. Die zylindrische bis etwas vierkantige Kronröhre ist zur Basis hin aufgebläht und 20 bis 40 Millimeter lang. Ihre ausgebreiteten und zurückgebogenen, eiförmigen, zugespitzten Kronzipfel tragen ein aufgesetztes Spitzchen und weisen eine Länge von 10 bis 16 Millimeter auf und sind 2 bis 6 Millimeter breit. Die Staubblätter sind nahe am Schlund der Kronröhre angeheftet. Die oberen Staubblätter ragen leicht aus der Blüte heraus. Die Staubbeutel sind länglich bis eiförmig. Die linealischen Nektarschüppchen weisen eine Länge von 6 bis 7 Millimeter auf und sind etwa 0,5 Millimeter breit. Das schlanke, schmal längliche Fruchtblatt weist eine Länge von 12 bis 15 Millimeter auf. Der Griffel ist 5 bis 8 Millimeter lang.
Die Blütezeit ist April bis Mai.
Die länglichen Samen erreichen eine Länge von 1 bis 1,2 Millimeter.

## Systematik und Verbreitung
Kalanchoe bentii ist auf der Arabischen Halbinsel und in Somalia verbreitet.
Die Erstbeschreibung durch Joseph Dalton Hooker wurde 1901 veröffentlicht. Es werden folgende Unterarten unterschieden:
- Kalanchoe bentii subsp. bentii
- Kalanchoe bentii supsp. somalica Cufod.

## Nachweise